# Gallinago nigripennis
La agachadiza africana (Gallinago nigripennis) es una especie de ave en la familia Scolopacidae.

## Descripción
Mide entre 30 a 32 cm de largo, su cuerpo es robusto y sus patas son relativamente cortas para ser una zancuda. Sus partes inferiores, cabeza y cuello poseen franjas con anchas bandas marrón oscuro y bordes dorados en sus plumas forman líneas que van por su dorso. Su vientre es blanco, con algunas marcas en sus laterales. Posee un muy largo pico recto y relativamente robusto rosado-marrón. Las patas son amarillentas olivas a verdes grisáceas. Ambos sexos son similares, los ejemplares inmaduros poseen franjas algo más pálidas en las alas.

## Subespecies
Se reproduce en el este y sudeste de África en zonas húmedas montañosas y pantanos en elevaciones entre 1700 a 4000 m. Cuando no es la temporada de reproducción se dispersa, inclusive en terrenos bajos costeros.
Existen tres subespecies:
- G. n. aequatorialis, (Rüppell, 1845), desde Etiopía hasta el este de la República Democrática del Congo, este de Zimbabue y norte de Mozambique.
- G. n. angolensis, (Barbosa du Bocage, 1868), Angola y el norte de Namibia hasta Zambia y el oeste de Zimbabue.
- G. n. nigripennis, (Bonaparte, 1839), sur de Mozambique y Sudáfrica.